# Траєнгл (Нью-Йорк)
Траєнгл (англ. Triangle) — місто (англ. town) в США, в окрузі Брум штату Нью-Йорк. Населення — 2809 осіб (2020).

## Демографія
Згідно з переписом 2010 року, у місті мешкало 2946 осіб у 1133 домогосподарствах у складі 804 родин. Було 1263 помешкання
Расовий склад населення:
| - 96,9 % — білих - 0,4 % — чорних або афроамериканців - 0,4 % — азіатів - 0,1 % — корінних американців |

До двох чи більше рас належало 1,6 %. Частка іспаномовних становила 1,5 % від усіх жителів.
За віковим діапазоном населення розподілялося таким чином: 23,9 % — особи молодші 18 років, 61,9 % — особи у віці 18—64 років, 14,2 % — особи у віці 65 років та старші. Медіана віку мешканця становила 40,2 року. На 100 осіб жіночої статі у місті припадало 96,4 чоловіків;  на 100 жінок у віці від 18 років та старших — 93,4 чоловіків також старших 18 років.
Середній дохід на одне домашнє господарство  становив 66 450 доларів США (медіана — 61 150), а середній дохід на одну сім'ю — 75 705 доларів (медіана — 69 423). Медіана доходів становила 49 400 доларів для чоловіків та 36 676 доларів для жінок. За межею бідності перебувало 10,5 % осіб, у тому числі 16,1 % дітей у віці до 18 років та 8,0 % осіб у віці 65 років та старших.
Цивільне працевлаштоване населення становило 1360 осіб. Основні галузі зайнятості: освіта, охорона здоров'я та соціальна допомога — 26,3 %, виробництво — 16,0 %, роздрібна торгівля — 13,5 %, будівництво — 11,3 %.